# Ладислав Полић
Ладислав Полић (Карловац, 29. октобар 1874 — Загреб, 8. новембар 1927) је био педагог и правник. Члан делегације Краљевине СХС на Првом заседању Скупштине Друштва народа у Женеви; учестовао је и на Петом заседању Скупштине у Женеви. Представник Краљевине СХС у Сталном суду међународне правде у Хагу 1920.